# Mercuès
Mercuès (en francès Mercuès) és un municipi francès situat al departament de l'Òlt i a la regió d'Occitània.
El municipi té Mercuès com a capital administrativa, i no té agregats dins del terme.

## Demografia
| 1962                                       | 1968 | 1975 | 1982 | 1990 | 1999 | 2006  |
| ------------------------------------------ | ---- | ---- | ---- | ---- | ---- | ----- |
| 370                                        | 435  | 551  | 619  | 768  | 736  | 1.056 |
| Des de 1962: població sense dobles comptes |      |      |      |      |      |       |

## Administració
| Període | Identitat        | Partit        |
| ------- | ---------------- | ------------- |
| 1989-   | Claudine Barreau | Divers gauche |